# 朗斯莱斯唐
朗斯莱斯唐（法語：Lens-Lestang，發音：[lɑ̃s lɛstɑ̃]）是法国德龙省的一个市镇，位于该省北部，属于瓦朗斯区。

## 地理
朗斯莱斯唐（45°17'30"N, 5°2'33"E）面积16.41 平方千米，位于法国奥弗涅-罗讷-阿尔卑斯大区德龙省，该省份为法国东南部内陆省份，北起顺时针与伊泽尔省、上阿尔卑斯省、上普罗旺斯阿尔卑斯省、沃克吕兹省和阿尔代什省接壤。
与朗斯莱斯唐接壤的市镇（或旧市镇、城区）包括：欧特里沃、芒特、瓦卢瓦尔地区莫拉斯、博尔派尔、朗蒂奥勒、马尔科兰。
朗斯莱斯唐的时区为UTC+01:00、UTC+02:00（夏令时）。

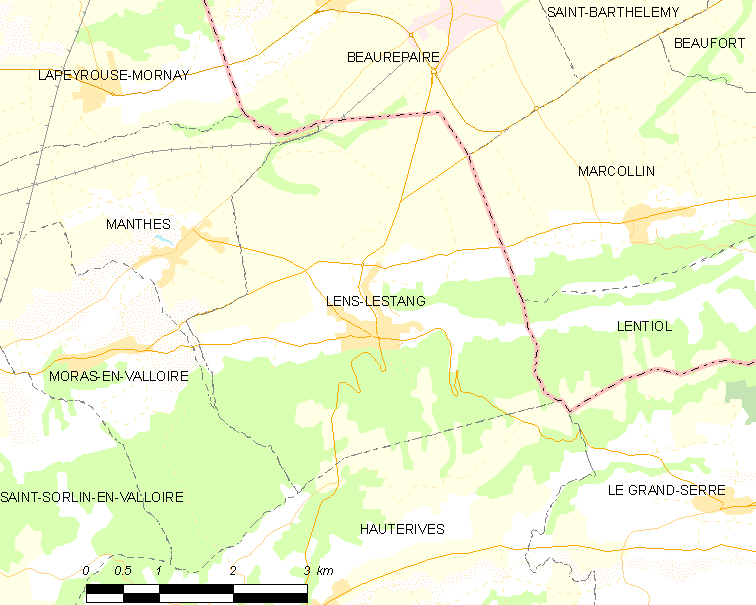
朗斯莱斯唐的OSM定位图

## 行政
朗斯莱斯唐的邮政编码为26210，INSEE市镇编码为26162。

## 政治
朗斯莱斯唐所属的省级选区为丘陵德龙县。

## 人口

1962-2008年间朗斯莱斯唐人口变化图示

朗斯莱斯唐于2022年1月1日时的人口数量为885人。